# Tracy Gilbert
Pour les articles homonymes, voir Gilbert.
Tracy Gilbert est une femme politique britannique appartenant au Parti travailliste écossais. Elle est députée de la circonscription d'Edinburgh North and Leith depuis 2024.

## Biographie

### Jeunesse et carrière professionnelle
Tracy Gilbert grandit dans une ville minière de la région de Midlothian, dans les années 1980. Elle devient syndicaliste, s'engageant comme secrétaire générale de l'Union of Shop, Distributive and Allied Workers (en) (USDAW), un syndicat représentant plus de 37 000 employés de la grande distribution. 

### Carrière politique
En vue des élections générales de 2024, Tracy Gilbert est désignée comme candidate par le Parti travailliste écossais pour la circonscription d'Edinburgh North and Leith. Elle est élue députée, devenant ainsi la première travailliste à remporter le siège depuis 2010. Son résultat s'inscrit dans une « vague rouge » en Écosse, les travaillistes ayant remporté 37 sièges, contre un seul en 2019.